# Бандурка Данило Степанович
Данило Степанович Бандурка (Рихлієвський), Малий  (нар. 1738, Київ — 1761 — пом. ?) — український кобзар часів Гайдамаччини.

## Життєпис
Народився у Києві. Мати — Ганна, батько — Степан Рихлієвський — підданий Видубецького монастиря.
Данило Бандурка був зрячим Гайдамацьким бандуристом. Навчився грати на бандурі у 10 років у кобзаря Матвія Волошина в м. Богуславлі. Надалі був три роки придворним бандуристом у Київського губернатора Михайла Леонтьєва, а після його смерті в 1754 році подався на Запорізьку Січ, де пробув шість років, «упражняясь при охотних козаках бандурною игрою», за що одержував від козаків одежу і гроші. Був приписаний до Корсунського куреня.
У 1760 р. його як бандуриста підмовили піти з гайдамаками. Спершу зимував з гайдамаками у зимівнику на річці Інгул, а далі «куди закине вольна-воленька». В гайдамацьких походах підбадьорював повстанців своєю грою і співом.
Данило Бандурка двічі ходив з козаками Корсунського, а пізніше — Стеблівського, Платнерівського, Кисляківського та Канівського куренів на Правобережну Україну підіймати народ проти польських панів. Двічі його арештовували, допитували «с пристрастием» — піддавали тортурам.
У 1761 р. був доставлений у фортецю св. Єлизавети (сучасний Кропивницький), як «запорожський гайдамака» і ув'язнений царською владою.
Дальша доля Бандурка невідома (правдоподібно, виданий барським конфедератам і страчений). За іншою версією (проф. В. Ястребова) Данило Бандурка оселився поблизу річки Ташлик, яка протікала запорозькими землями, і заснував село Бандурка.